# Kap Streten
Kap Streten ist ein Kap an der Küste des ostantarktischen Enderbylands. Es liegt am nordöstlichen Ende der Sakellari-Halbinsel und bildet die Westseite der Einfahrt zur Amundsenbucht.
Luftaufnahmen der Australian National Antarctic Research Expeditions aus dem Jahr 1956 dienten ihrer Kartierung. Das Antarctic Names Committee of Australia benannte sie nach Neil Anthony Streten (* 1933), Meteorologe auf der Mawson-Station im Jahr 1960.